# Ferrovia Izuhakone
La Ferrovia Izuhakone (伊豆箱根鉄道?, Izu Hakone Tetsudō) è una compagnia di trasporti giapponese, che opera nelle prefetture di Kanagawa e Shizuoka. L'azienda, con sede a Mishima, prefettura di Shizuoka, è una filiale delle Ferrovie Seibu e fa parte del Gruppo Seibu. Gestisce due linee ferroviarie e una funicolare, è attiva anche nel trasporto marittimo e autobus, nonché nel turismo. Le attività sono concentrate nell'area attorno ad Hakone e nella penisola di Izu.

## Storia
Il primo predecessore della Ferrovia Izuhakone fu la Zusō Tetsudō (豆相鉄道?, lett. “Ferrovia Izu-Sagami”, Zu(-shū) e Sō(-shū) sono i nomi sino-giapponesi delle province di Izu e Sagami), che aprì la prima sezione della Linea Sunzu nel 1898. Il 19 luglio 1907 divenne proprietà della Izu Tetsudō (伊豆鉄道?), che a sua volta si fuse con la Sunzu Denki Tetsudō (豆電気鉄道?) il 1º aprile 1912. Questa società si è fusa con la Fuji Electricity Company il 5 ottobre 1916, che due giorni dopo ha scorporato la linea ferroviaria nella controllata Sunzu Tetsudō (駿豆鉄道?, “Suruga-Izu Railway”). La Daiyūzan Tetsudō (大雄山鉄道?) è stata costituita come seconda società predecessore il 2 giugno 1922, ha aperto la linea Daiyūzan tre anni dopo. Dopo la fusione di Sunzu Tetsudō con l'azienda turistica Hakone Yūsen il 6 aprile 1938, Daiyūzan Tetsudō fu rilevata il 23 agosto 1941.
Nel 1948, Sunzu Tetsudō acquisì la concessione precedentemente inutilizzata da Nissan per costruire la linea Gakunan nell'attuale città di Fuji. Completò la linea incompiuta e la inaugurò il 18 novembre 1949, ma dopo soli nove anni, il 1º giugno 1957, la linea Gakunan fu venduta alla società di trasporti Fuji Kyūkō. Lo stesso giorno, la Sunzu Tetsudō fu ribattezzata Ferrovia Izuhakone e la società fu quotata alla Borsa di Tokyo a partire dal 1961. Un'ulteriore espansione avvenne soprattutto nel settore del turismo. Il 1º aprile 2005, la società è stata assorbita dal Gruppo Seibu, che comprende la compagnia ferroviaria Ferrovie Seibu nell'area metropolitana di Tokyo.

## Linee ferroviarie

### Ferrovie
La compagnia gestisce due linee separate in prefetture diverse. La linea Daiyūzan corre nella prefettura di Kanagawa, mentre la linea Sunzu corre nella prefettura di Shizuoka. Entrambe le linee funzionano principalmente come treni pendolari, ma quest'ultima trasporta anche i turisti nella penisola di Izu.
- Linea Daiyūzan (大雄山線?): Odawara - Daiyuzan (9.6 km, 12 stazioni)
- Linea Sunzu (駿豆線?): Mishima - Shuzenji	(19.8 km, 13 stazioni)

Fino a febbraio 2022 ha gestito anche la Funicolare Jukkokutōge (十国峠ケーブルカー?) vicino ad Atami. Il 1º febbraio 2016 la Funicolare Hakone Komagatake (箱根駒ヶ岳ロープウェー?) è stata trasferita ai Prince Hotels, anch'essi parte del gruppo Seibu.

### Materiale rotabile

#### Linea Sunzu
- Serie 7000
- Serie 3000
- Serie 1300 (ex Seibu nuova serie 101)
- Serie ED31 (locomotiva elettrica)

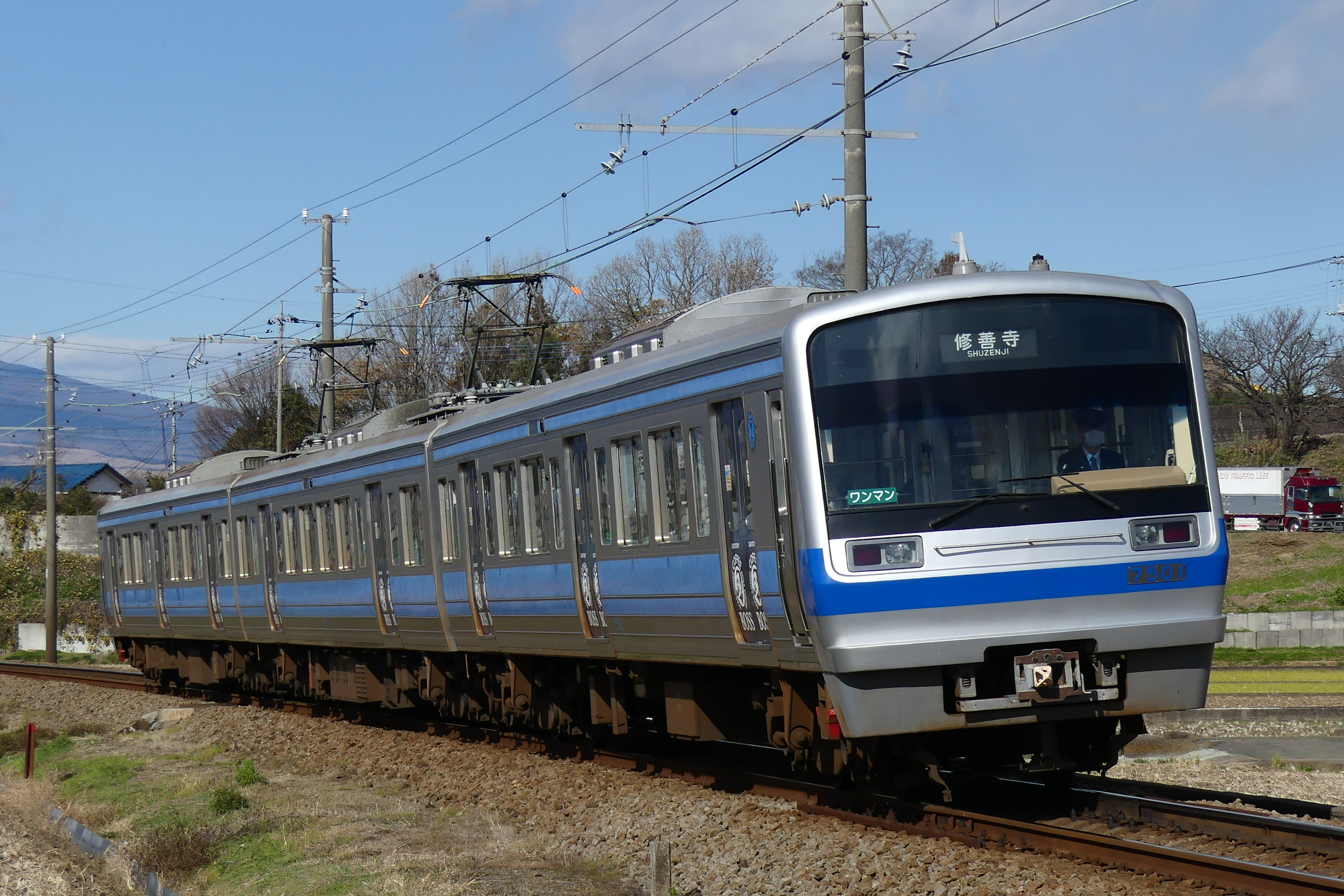
Serie 7000
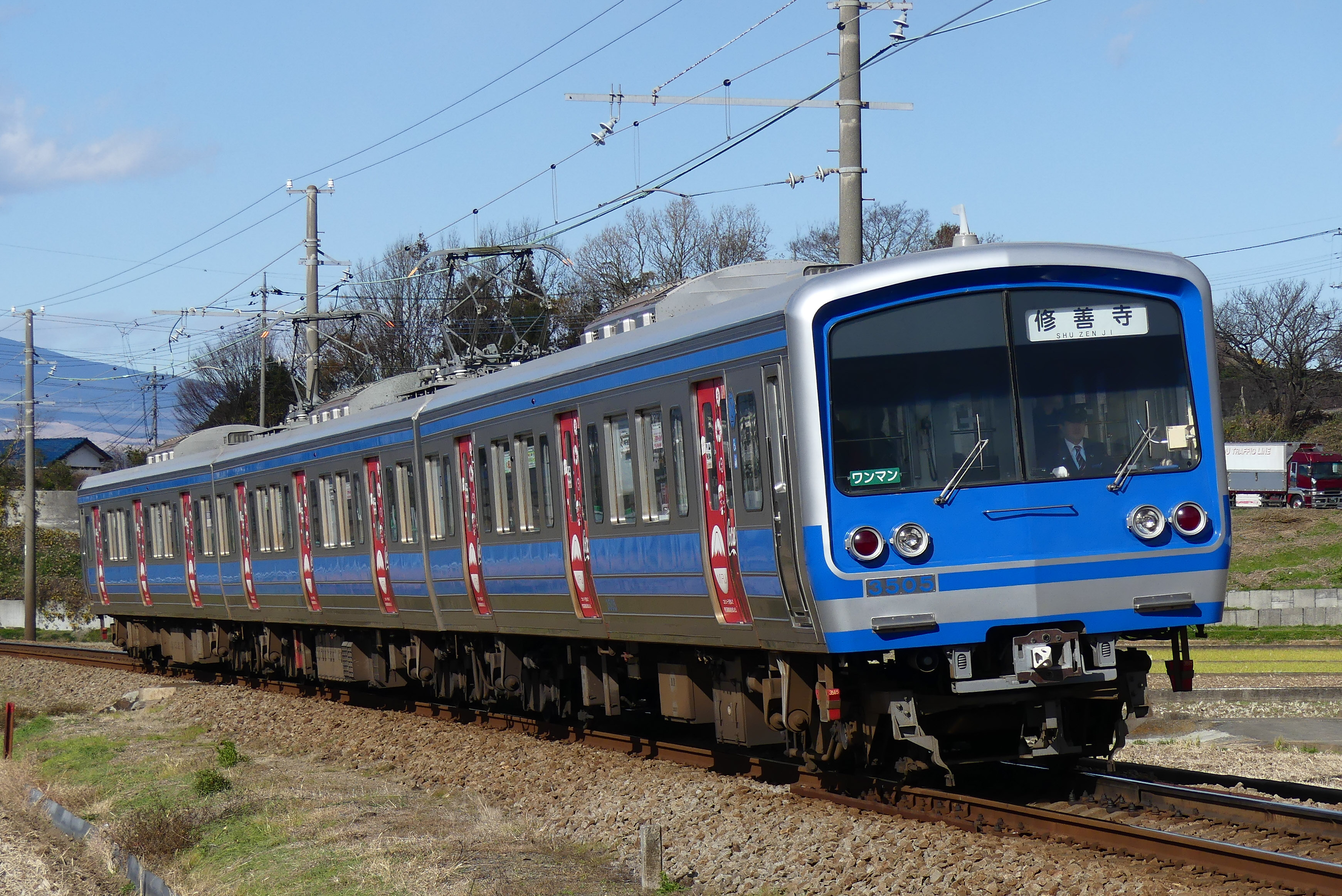
Serie 3000
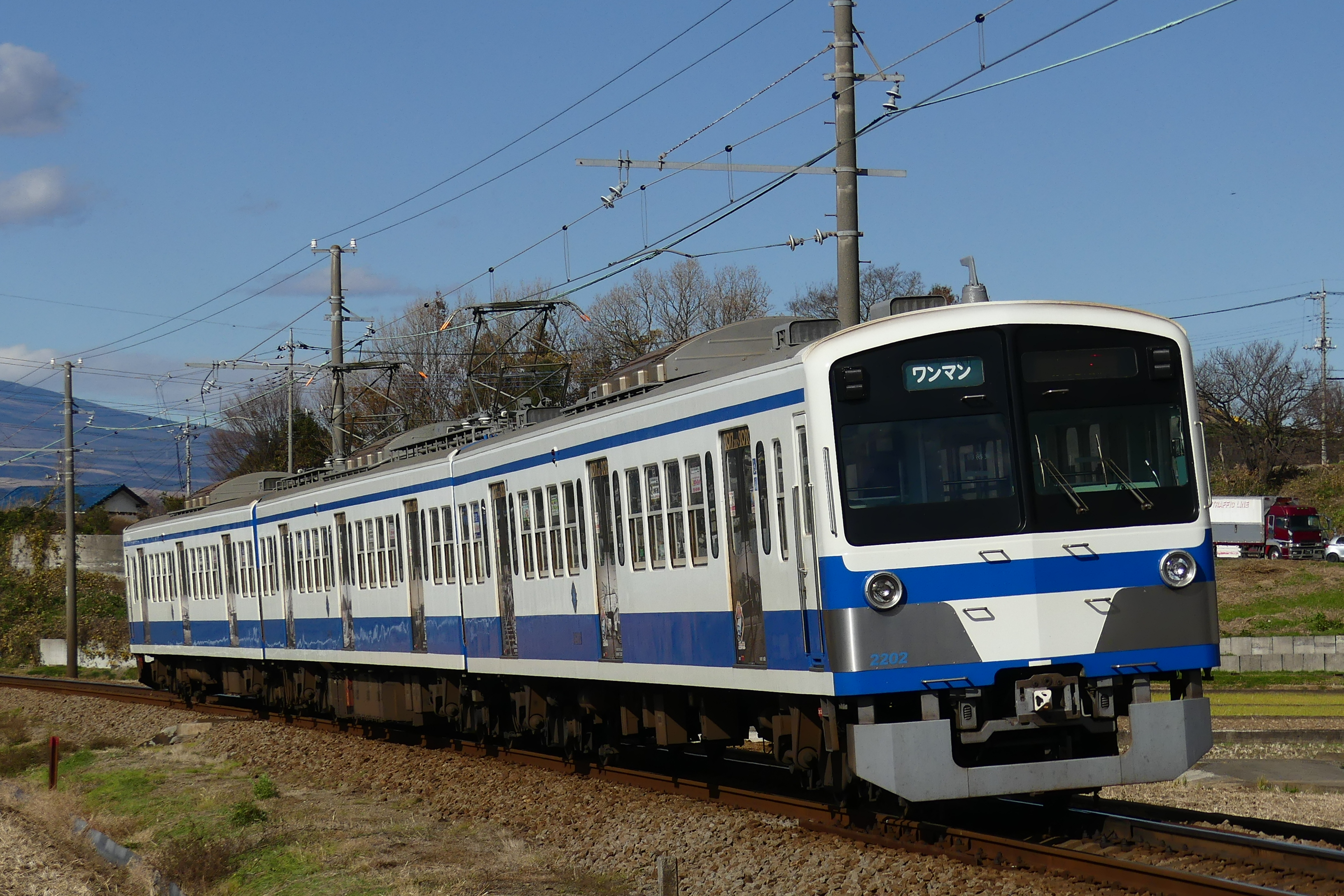
Serie 1300
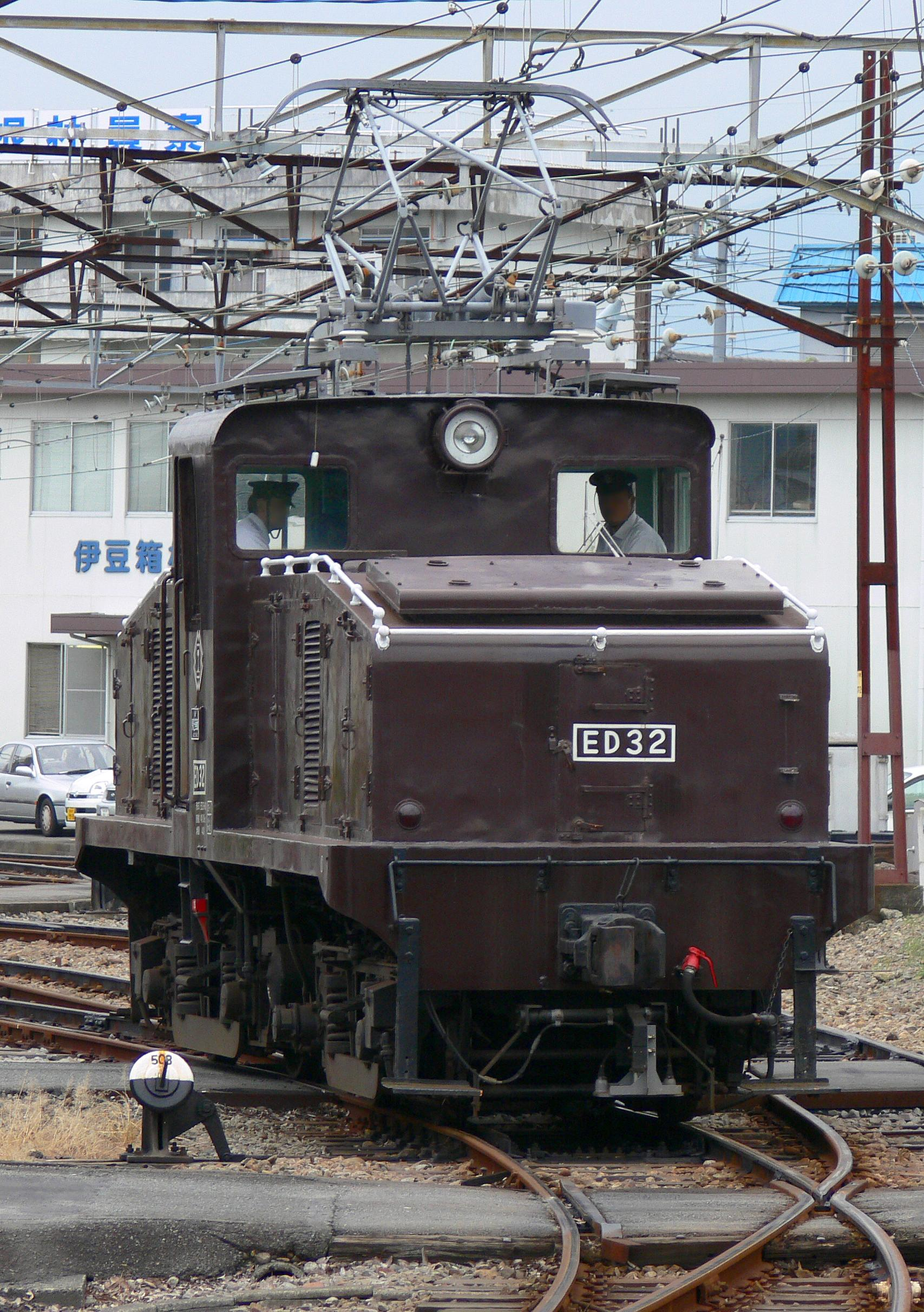
Locomotiva elettrica ED31

#### Linea Daiyūzan
- serie 5000
- Treno di tipo 165 (sostituto della locomotiva elettrica)

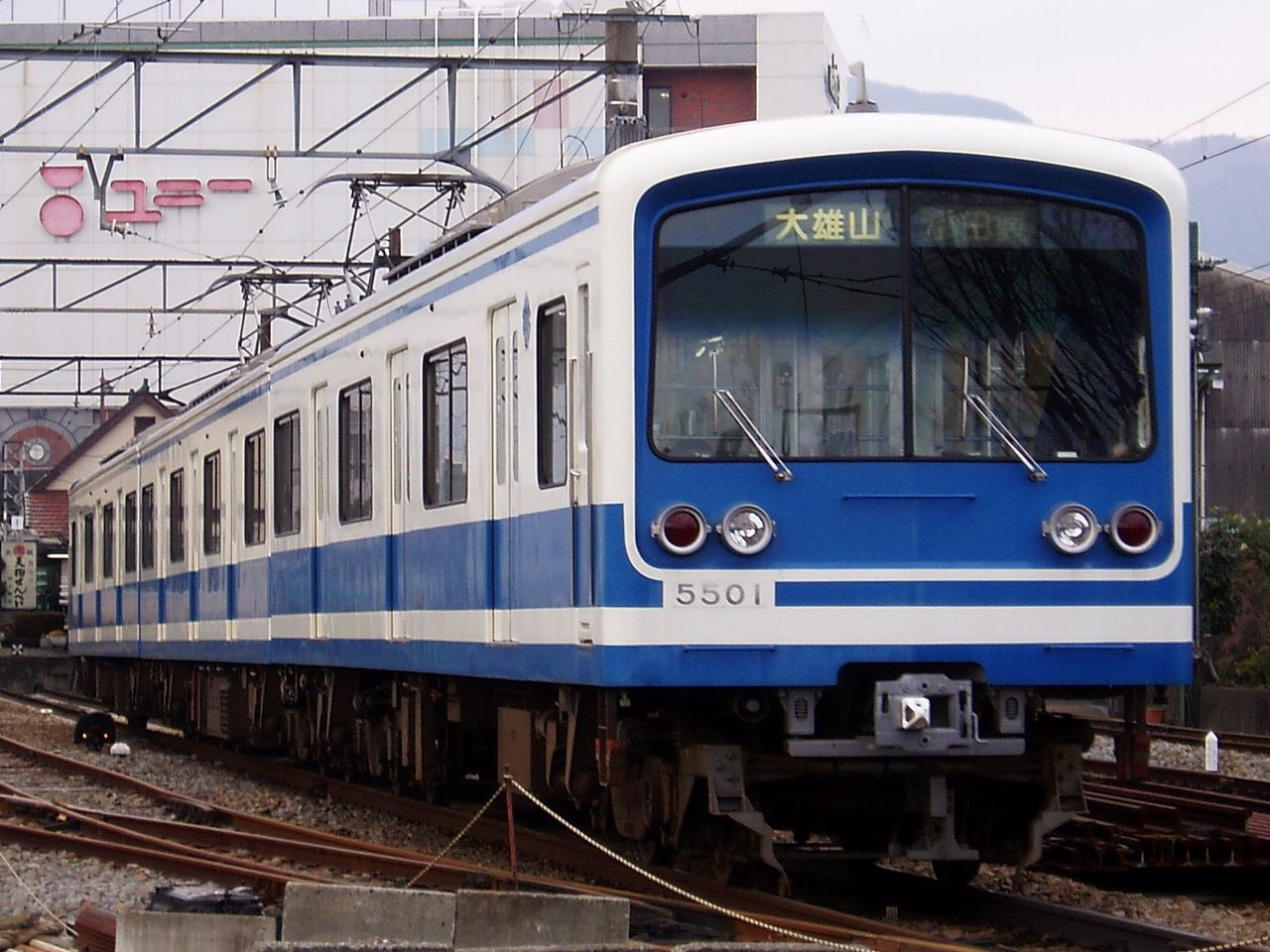
Serie 5000
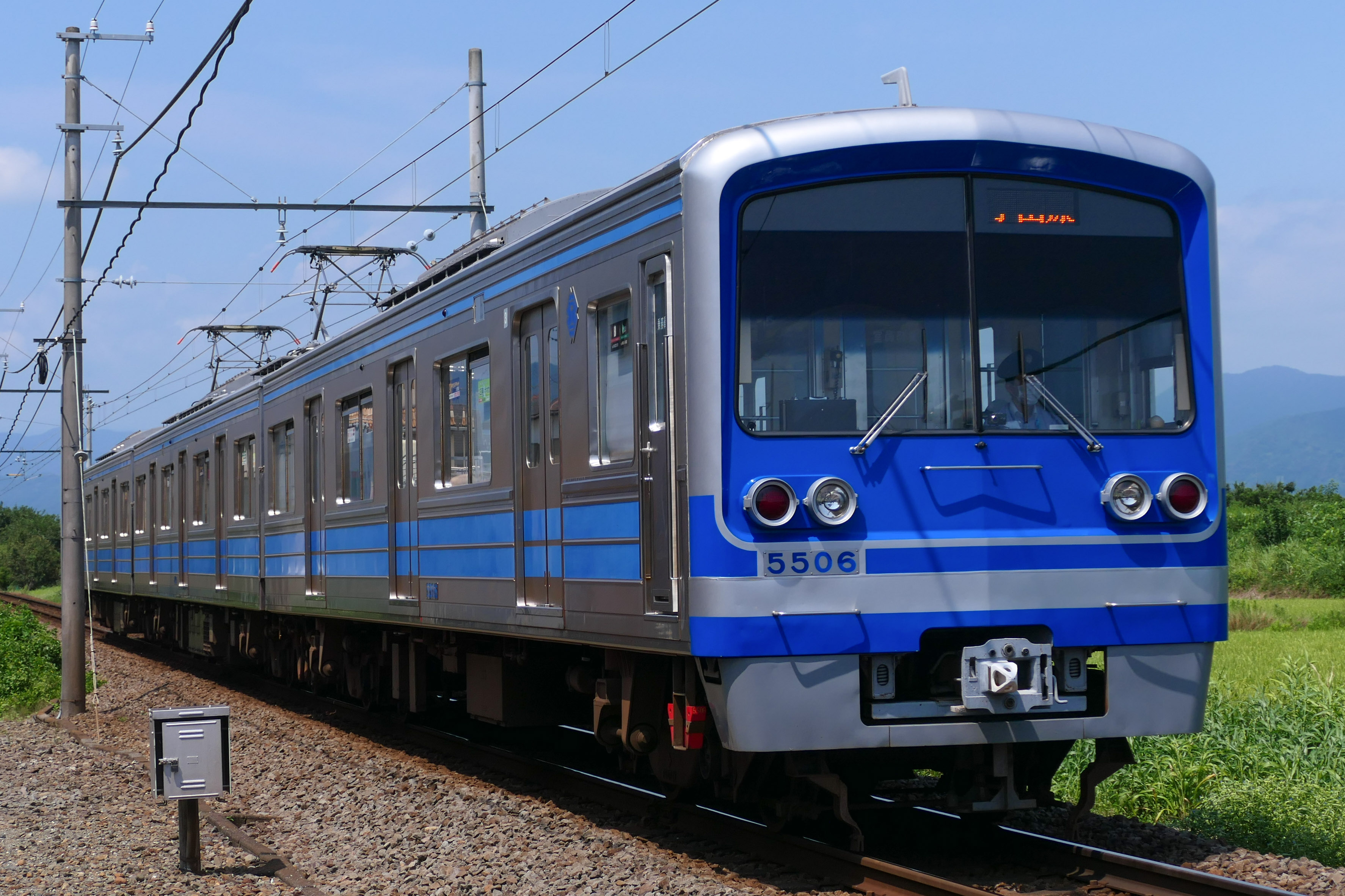
Serie 5000
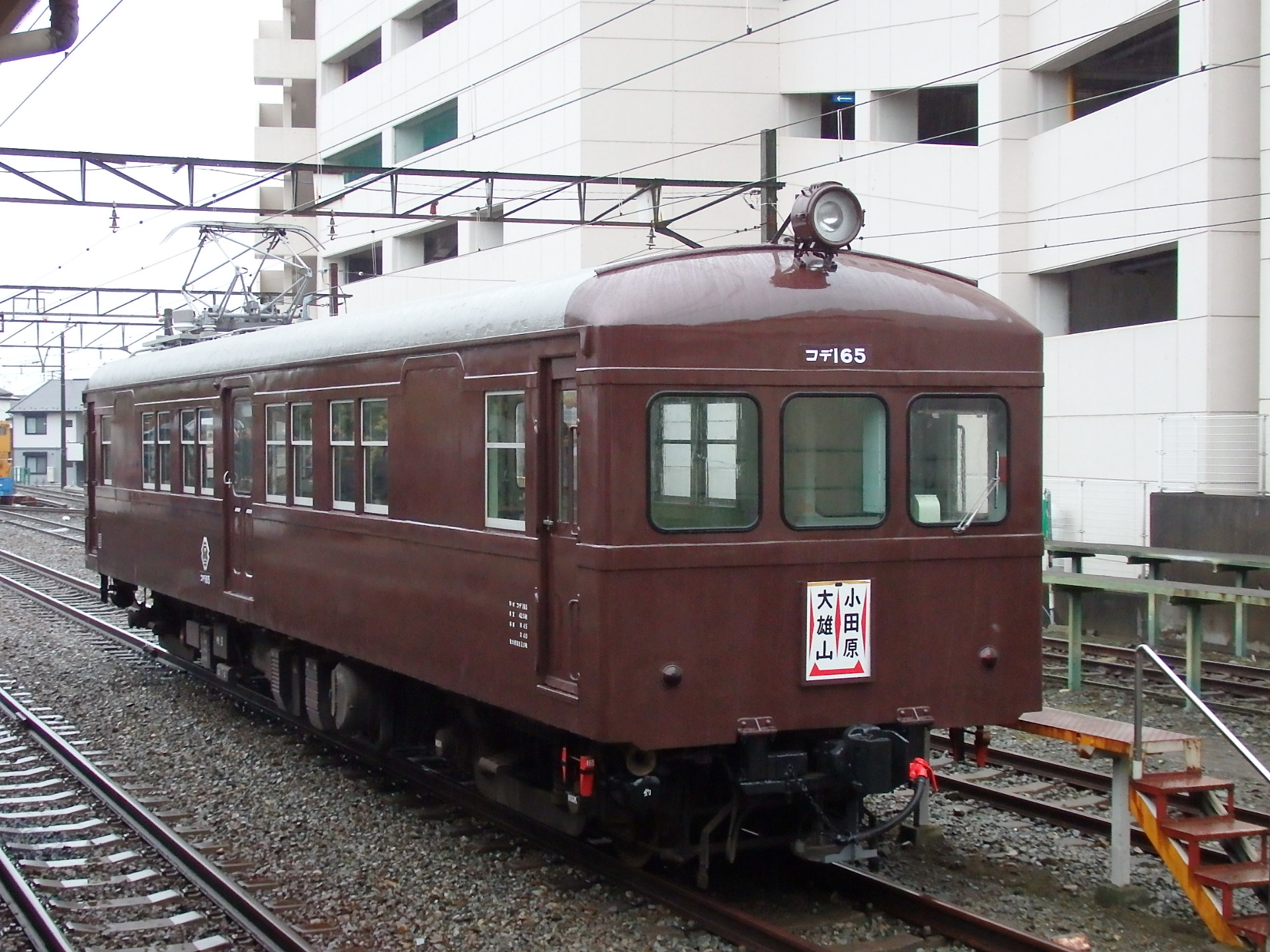
Tipo 165

## Navi da escursione
Sul lago Ashi, il lago del cratere nella caldera del vulcano Hakone, gestisce un servizio di barche per escursioni che serve quattro moli. Vengono utilizzati tre catamarani, ciascuno con spazio per 700 persone, e un altro catamarano per 250 persone.
La società gestiva in precedenza diverse linee di navigazione che operavano da Numazu nella baia di Suruga e da Atami nella baia di Sagami. Questi sono stati interrotti o venduti ad altre società nel 2003. Anche le navi turistiche hanno operato sul lago Hamana dal 1970 al 2009.

## Autobus
L'attività di autobus del gruppo ferroviario Izuhakone è gestita dalla sua controllata Izuhakone Bus. 

## Altre aree di business
- Izu Mito Sea Paradise (grande acquario e delfinario a Numazu)
- Manutenzione e gestione della strada a pedaggio Yugawara Parkway (città di Yugawara, prefettura di Kanagawa)
- Taxi (gestita dalla sua controllata Izuhakone Kotsu)